# Demokratiska partiet (Mongoliet)
Demokratiska partiet (mongoliska: Ардчилсан нам, Ardtjilsan nam, AN) är ett politiskt parti i Mongoliet, bildat år 2000 genom samgående mellan Mongoliska nationaldemokratiska partiet och Mongoliets socialdemokratiska parti.
I parlamentsvalet 2004 ingick AN i den segrande valallinsen Moderlandets demokratiska koalition. Den dåvarande partiledaren Tsachiagijn Elbegdordzj blev premiärminister, en post som han besatte fram till januari 2006.
I presidentvalet den 20 maj 2005, fick partiets presidentkandidat Mendsajchany Enchsajchan 19,7 % av rösterna.